# Puellina modica
Puellina modica är en mossdjursart som beskrevs av Bishop och Househam 1987. Puellina modica ingår i släktet Puellina och familjen Cribrilinidae. Inga underarter finns listade i Catalogue of Life.